# Serrat de l'Alzina
El Serrat de l'Alzina és una serra situada al municipi de Lladurs (Solsonès), amb una elevació màxima de 906,1 metres.